# James FitzGerald (Künstler)
James Herbert FitzGerald (* 17. August 1910 in Seattle, Washington; † 1973) war ein US-amerikanischer Bildhauer und Maler, der vor allem im pazifischen Nordwesten der Vereinigten Staaten tätig war.

## Leben
James FitzGerald  wurde in Seattle geboren und machte 1935 seinen Abschluss in Architektur an der University of Washington. 1938 erhielt er ein Carnegie Graduate Fellowship und studierte an der Yale University und am Kansas City Art Institute. In den 1930er Jahren arbeitete er mit Boardman Robinson für das Treasury Relief Art Project (TRAP) und das Justizministerium der Vereinigten Staaten. Er war auch an anderen Kunstprogrammen der Works Progress Administration (WPA) in Washington beteiligt. James FitzGerald war mit der Malerin Margaret Tomkins verheiratet, mit der er drei Kinder hatte.

## Werk
Ursprünglich als Maler ausgebildet, wandte sich FitzGerald 1959 hauptsächlich der Bronzeskulptur zu und wurde ein bekannter Brunnenkünstler. Im Jahr 1964 gründete er seine eigene Bronzegießerei. Seine Arbeiten zeichnen sich durch innovative Techniken und Materialien aus, darunter Keramik, Mosaik, farbiges Glas und Bronzeguss im Wachsausschmelzverfahren. James FitzGerald schuf zahlreiche öffentliche Kunstwerke, darunter Reliefs, Brunnen und Mosaike, die in verschiedenen Städten der Vereinigten Staaten zu finden sind. Seine Skulpturen und Brunnen fügen sich harmonisch in ihre Umgebung ein und spiegeln oft die natürliche Schönheit des pazifischen Nordwestens wider. Sein Beitrag zur öffentlichen Kunst hat die Kulturlandschaft der Region nachhaltig geprägt.

## Ausgewählte Werke
- Reliefplatten an den östlichen Portalen des Mount Baker Tunnels in Seattle, ein Wahrzeichen der Stadt.[2]
- Waterfront Fountain im Waterfront Park, Seattle.
- Centennial Fountain im Marina Park, Kirkland, Washington.
- Fountain of the Northwest am Intiman Theatre im Seattle Center.
- Fliesenmosaik in der Washington State Library auf dem Campus des Washington State Capitol in Olympia, Washington.
- Fountain of Freedom (auch bekannt als Scudder Plaza Fountain) an der Woodrow Wilson School of Public and International Affairs, Princeton University.
- Rain Forest als Teil der öffentlichen Skulpturensammlung der Western Washington University.